# Ecnomus hilli
Ecnomus hilli är en nattsländeart som beskrevs av Douglas E. Kimmins 1963. Ecnomus hilli ingår i släktet Ecnomus och familjen trattnattsländor. Inga underarter finns listade i Catalogue of Life.